# Creatonotos interrupta
Creatonotos interrupta là một loài bướm đêm thuộc phân họ Arctiinae, họ Erebidae.